# Elizabeth David
Elizabeth David CBE, född 26 december 1913, död 22 maj 1992, var en framstående brittisk författare till flera kokböcker under 1900-talet. 
David anses vara den person som mest bidragit till att lansera de franska och italienska köken i Storbritannien, tillsammans med de numera betydligt vanligare ingredienserna olivolja och zucchini. I det samtida Storbritannien, vilket var mycket ansträngt av ransonering och föga variationsrik mat, hyllade hon det rustika och lantliga medelhavsköket hellre än den lyxbetonade mat som föredrogs av gourmeter och människor med gott om pengar. Davids stil är kärnfull och recepten kompletteras med detaljerade beskrivningar av matens kontext och historiska bakgrund, gärna kryddad med anekdoter. Hon kritiserade ofta dålig mat, likaså många av de rätter hon och hennes samtida växte upp med.

## Uppväxt
David, född Gwynne, kom från en välbesutten engelsk-irländsk bakgrund och växte upp på en större gård i Sussex, Wootton Manor. Hennes föräldrar var Rupert Gwynne, parlamentsledamot för Eastbourne och Stella Ridley som kom från en rik släkt från Northumberland. Familjen hade tre döttrar förutom Elizabeth. Hennes farbror, Roland Gwynne, blev senare borgmästare i Eastbourne och har senare påståtts ha varit älskare till den förmodade seriemördaren John Bodkin Adams.
Gwynne studerade vid Sorbonne och bodde hos en fransk familj i två åt, något som fick henne att varmt uppskatta Frankrike och fransk mat. Då hon var 19 år fick hon sin första kokbok, The Gentle Art of Cookery av Hilda Leyel. Gwynne skall ha sagt: "om jag hade fått en vanlig kokbok av Mrs Beeton, istället för Mrs Leyels underbara recept, hade jag förmodligen aldrig lärt mig laga mat".
Gwynnes ungdomsår var rätt vilda och hon lämnade tidigt föräldrahemmet för att bli skådespelare. År 1939, när hon var 25 år, lämnade hon landet tillsammans med sin gifte älskare, Charles Gibson-Cowan, med syftet att segla runt Medelhavet. Andra världskrigets utbrott förhindrade deras planer och istället tvingade de fly från Frankrike då Nazityskland invaderade landet. De seglade från Antibes och via Korsika till Italien där båten konfiskerades; de kom till Italien samma dag som landet förklarade Storbritannien krig. De deporterades till Grekland och bodde under en tid på den grekiska ön Syros. Här lärde sig Gwynne mycket om grekisk mat och tillbringade bland annat mycket tid med den excentriske Lawrence Durrell. När Tyskland så invaderade Grekland flydde de till Kreta där de räddades av brittiska styrkor och evakuerades till Egypten. Här bodde hon först i Alexandria och sedan i Kairo. Gwynne började här arbeta för Ministry of Information, separerade från Gibson-Cowan och ingick så småningom ett konvenansäktenskap med överstelöjtnant Tony David. Detta gav henne respektabilitet, men hennes känslor för David var svala och deras förhållande upphörde strax efter att David lämnat ett åtta månader långt uppdrag i Indien. Under de följande åren hade hon många älskare.

## Matlagning
Då David återvände till London 1946 började hon skriva artiklar om matlagning och 1949 erbjöd förlaget John Lehmann henne ett förskott på £100, vilket kom att bli starten på en bländande karriär. David ägnade åtta månader åt att studera det italienska köket i Venedig, Toscana och på Capri. Resultatet blev Italian Food år 1954, med illustrationer av  Renato Guttuso. Boken beskrevs av Evelyn Waugh i The Sunday Times som en av de två böcker som givit honom årets bästa läsupplevelser. 
Många av de ingredienser som David skrev om var mer eller mindre okända i det dåtida Storbritannien och hon fick ge tips om att olivolja kunde köpas på apotek där det såldes som ett botemedel mot örsprång. Under det följande decenniet började ingredienser som aubergine, saffran och pasta säljas i affärerna, något som till stor del var Davids förtjänst. David blev berömd och respekterad och anlitades som rådgivare av flera kockar och företag. I november 1965 öppnade hon en egen affär i Pimlico, en affär som uteslutande var inriktad på matlagning. Hon skrev artiklar för tidningen Vogue, en av de första tidningarna som satsade på genren matlagning och resor.
År 1963 drabbades David vid 49 års ålder av en hjärnblödning, sannolikt orsakad av hennes höga alkoholkonsumtion. Även om hon tillfrisknade kom den att påverka hennes smaksinne och libido.
Hon avled i sitt hem i Chelsea, där hon bott i 40 år.

## Utmärkelser
David vann Glenfiddichs Writer of the Year award för English Bread and Yeast Cookery. Hon utnämndes också till hedersdoktor vid University of Essex och University of Bristol, samt den franska utmärkelsen Chevalier de l'Ordre du Merite Agricole. Den utmärkelse som hon enligt egen utsago satte störst värde på var emellertid då hon 1982 utsågs till Fellow of the Royal Society of Literature som en ynnest för hennes författarskap.År 1986 erhöll David Order of the British Empire. 

## Dramadokumentär
- Elizabeth David: A Life In Recipes, en BBC-produktion från 2006 med  Catherine McCormack som Elizabeth David och Greg Wise som Peter Higgins.

## Översättning
Den här artikeln är helt eller delvis baserad på material från engelskspråkiga Wikipedia.